# Friedrich Kirchner
Friedrich Kirchner (Leipzig, 26 de Março de 1885, Fulda em 8 de Abril de 1960) era um comandante das tropas panzer da Alemanha na Segunda Guerra Mundial.

## Biografia
Era um oficial cadete em 1906 e optou pela infantaria sendo em seguida movido para a cavalaria. Promovido para Oberst em 1 de Novembro de 1934 e Generalmajor em 1 de Março de 1938.
Ele era o comandante do 1. Schtz.Brig. no início da Segunda Guerra Mundial. Apontado Generalleutnant em 1 de Abril de 1940, se tornou General der Panzertruppe em 1 de Fevereiro de 1942, e serviu durante a guerra nas tropas panzer, comandando a 1ª Divisão Panzer a partir de 5 de Novembro de 1939 e após o LVII Corpo Panzer de 15 de Novembro de 1941 até o final da guerra. Faleceu em Fulda em 8 de Abril de 1960.

## Condecorações
- Cruz de Ferro (1914) 2ª Classe - 1 de outubro de 1914[3]
- Cruz de Ferro (1914) 1ª Classe - 26 de setembro de 1917[3]
- Cruz de Ferro (1939) 2ª Classe - 22 de setembro de 1939[3]
- Cruz de Ferro (1939) 1ª Classe - 4 de outubro de 1939[3]
- Cruz de Cavaleiro da Cruz de Ferro - 20 de Maio de 1940[4]
- Cruz de Cavaleiro da Cruz de Ferro com Folhas de Carvalho (n° 127) - 12 de Fevereiro de 1944[4]
- Cruz de Cavaleiro da Cruz de Ferro com Folhas de Carvalho e Espadas (n° 127) - 26 de Janeiro de 1945[4]
- Cruz Germânica em Ouro (22 de abril de 1942).[1]